# Lopo de Vargas e Lemos
Lopo de Vargas e Lemos foi um fidalgo, militar e comendador português.
Nasceu em Recardães, Águeda, filho de Diogo de Lemos, senhor da Póvoa de Recardães e parente da Casa da Trofa, e de D. Genebra Pegado.
Serviu em África, para onde foi no fim do reinado de D. Manuel I, de cuja casa era cavaleiro. Foi Capitão e Alcaide-Mor de Safim, onde fez muitas façanhas, entre elas a de matar um leão real.
Pelo seu serviço em África, o rei D. João III fê-lo Cavaleiro da Ordem de Cristo com tença de 30 000 réis, e deu-lhe posteriormente a Comenda de Regadas.
Em 1534, era um dos 24 fidalgos da Guarda Real da Câmara de D. João III, sendo Capitão o seu primo D. Diogo da Silveira, conde de Sortelha .

## Família
Era filho de Diogo de Lemos, senhor da Póvoa em Recardães, criado por D. Nuno Martins da Silveira, seu primo, Escrivão da Puridade de D. Duarte I, e de D.Genebra Pegado.
Foi neto paterno de João Álvares de Lemos, alcaide-mor de Sousel, e de D. Isabel Mendes de Vasconcellos.
Era irmão de Diogo de Lemos, prior do Prado e Recardães, de Nuno de Lemos, que herdou o senhorio da Póvoa de Recardães, e de D. Mécia de Lemos, casada com João de Figueiredo, Senhor de Tonda. Era tio-avô de D. Luís de Figueiredo de Lemos, o ilustre bispo do Funchal.

Casou em Estremoz com D. Mor Dias de Landim Barbudo, filha de André Dias de Abiul, fidalgo galego, e de D. Catarina de Landim. Tiveram:
- Fernão de Lemos de Vargas, casado com D. Isabel de Pina;
- Luís de Lemos de Vargas, moço da Câmara do rei D. Sebastião;
- Frei Brás de Vargas, da Ordem de São Jerónimo, privado e amigo de D. Sebastião, com o qual morreu na batalha de Alcácer;
- D. Antónia de Lemos, casada com Manuel da Mota, dos Motas de Mosqueiros;
- D. Juliana de Landim;
- D. Brites de Landim;
- D. Mécia de Lemos, casada, sem filhos;
- D. Camila de Lemos, casada com Pedro Figueira de Veiros.

De Lopo de Vargas descendem várias famílias, entre elas a família Lemos e Castro Vargas Zagallo, de Estremoz, da qual foi último representante (morador em Estremoz) o 6º Morgado de São Cristóvão de Estremoz, João Pereira de Castro e Lemos Zagallo Mascarenhas e Vasconcellos, Fidalgo da Casa Real de D. Maria I.
1. ↑  Frutuoso, Gaspar (1998).  Instituto Cultural de Ponta Delgada, ed. Saudades da Terra: Volume III [Palavras prévias de João Bernardo de Oliveira Rodrigues ; Notícia biográfica das «Saudades da Terra» por João de Simas] 🔗 (PDF). [S.l.: s.n.] pp. 11–12. Consultado em 1 de setembro 2017
2. ↑  Lima, Luiz Caetano de. Geografia de todos os Estados Soberanos da Europa: Volume I. [S.l.: s.n.] pp. 445–446. Consultado em 1 de setembro 2017